# Ray Parry
Raymond Alan Parry, detto Ray (Derby, 19 gennaio 1936 – 23 maggio 2003), è stato un calciatore inglese, di ruolo attaccante.

## Carriera
Parry era un interno. È il calciatore più giovane ad aver esordito nella prima categoria inglese: aveva 15 anni e 267 giorni quando prese parte alla gara tra i Bolton e i Wolves. Prima di questa partita aveva giocato solamente sei gare nella squadra riserve. Prima di Parry il record era di Jimmy Mullen che esordì all'età di 16 anni, proprio per i Wolves.
I suoi fratelli Jack e Cyril giocarono rispettivamente per il Derby Country e Notts Country.

## Palmarès
- Coppa d'Inghilterra: 1

Bolton: 1957-1958